# Biozona MN 5
En bioestratigrafia, la biozona MN 5 és una de les setze biozones de mamífers del Neogen utilitzades per caracteritzar la fauna de mamífers fòssils d'Europa durant el Neogen. És precedida per la biozona MN 4 i seguida per la biozona MN 6, i forma part de l'Orleanià del Miocè mitjà. Aquesta biozona s'inicia amb la cronozona de polaritat magnètica C5Cr, fa 17 milions d'anys, i acaba durant el cron C5Bn.1r, fa 15 milions d'anys, encara que s'han proposat correlacions diferents. La localitat de referència utilitzada per correlacionar la fauna amb aquesta biozona és Pontlevoy-Thenay, a França; altres localitats són La Retama a Espanya, Castelnau-d'Arbieu a França, and Sandelzhausen a Alemanya.
Durant aquesta època apareix per primer cop Cricetodon (un rosegador) a l'oest d'Europa, així com els poc coneguts Lartetomys i Mixocricetodon. Dins de la família extinta Eomyidae, el gènere Ligerimys apareix per última vegada durant aquesta època, encara que Keramidomys i Eomyops apareixen com a immigrants. L'últim marsupial europeu, Amphiperatherium frequens, i el primitiu artiodàctil Cainotherium, apareixen per últim cop a França i Espanya durant aquesta època, encara que segueixen estant presents a Alemanya durant la biozona MN 6.
Durant aquesta època apareixen per primer cop el primat Pliopithecus, Ancylotherium i Hoploaceratherium, així com Chalicotherium, un membre relacionat amb la família extinta Chalicotheriidae. També apareixen per primer cop diversos artiodàctils, com Conohyus (un porc), Heteroprox i Dicrocerus (cérvols) i Micromeryx (un cérvol mesquer).
Els rinoceronts Prosantorhinus, Plesiaceratherium, Hispanotherium, i Gaindatherium, així com els porcs Bunolistriodon i Aureliachoerus, i els remugants Amphimoschus i Lagomeryx, apareixen per últim cop. Dos gèneres d'artiodàctils, Triceromeryx i Pseudoeotragus, apareixen només durant aquesta època.